# Rizki Juniansyah
Rizki Juniansyah (* 17. Juni 2003 in Serang) ist ein indonesischer Gewichtheber.

## Karriere
Rizki Juniansyah begann im Alter von neun Jahren mit dem Gewichtheben. Sein Vater M. Yasin war ebenfalls Gewichtheber und vertrat Indonesien von 1983 bis 1993 bei fünf aufeinanderfolgenden Südostasienspielen. Sein Schwager Triyatno, der sein Trainer wurde, gewann unter anderem Olympiasilber in London 2012.
Im Alter von 17 Jahren hielt Juniansyah fünf Jugend- und Junioren-Weltrekorde. Im Jahr 2020 stellte er bei den Asiatischen Jugendmeisterschaften zwei Jugendweltrekorde (139 kg im Reißen, 307 kg im Zweikampf) auf. Es folgten weitere Weltrekorde im Juniorenbereich, ehe er sich 2021 und 2022 zum Junioren-Weltmeister krönte. 
Im weiteren Verlauf seiner Karriere folgten 2022 bei den Weltmeisterschaften in Bogotá Silber im Stoßen und im Zweikampf sowie der Weltmeistertitel im Reißen. Bei den Südostasienspielen 2023 gewann Juniansyah erneut eine Goldmedaille. Im April 2024 konnte er im IWF World Cup in Phuket mit 365 kg einen neuen Weltrekord im Zweikampf in der Klasse bis 73 kg aufstellen.
Bei den Olympischen Sommerspielen 2024 in Paris stellte Juniansyah in der Klasse bis 73 kg, nach 155 kg im Reißen, mit 199 kg im Stoßen einen neuen Olympischen Rekord auf, wodurch er mit einer Zweikampfleistung von 354 kg Olympiasieger wurde. Er beendete damit die Siegesserie der Chinesen, die bei den fünf vorherigen Spielen immer die Goldmedaille gewannen. Sein Olympiasieg war zugleich der erste eines indonesischen Gewichthebers. Außerdem wurde er mit 21 Jahren der jüngste Olympiasieger seines Landes.